# Cirrhitops fasciatus
Cirrhitops fasciatus är en fisk i ordningen abborrartade fiskar som förekommer i norra Stilla havet.
Fisken blir upp till 12,7 cm lång. Den har röda tvärstrimmor på vit grund.
Arten förekommer kring Hawaii och Midwayöarna. Den dyker till ett djup ab 52 meter. Exemplaren blir upp till 12,7 cm långa. De vistas nära korallrev och har små fiskar och kräftdjur som föda. Populationer kring Madagaskar tillhör arten Cirrhitops mascarenensis.
Några exemplar fångas och hölls som akvariefiskar. Hela populationen antas vara stor. IUCN listar arten som livskraftig (LC).